# Torontáloroszi
Torontáloroszi (avagy Kisorosz, szerbül Руско Село / Rusko Selo, németül Ruskodorf) település Szerbiában, a Vajdaságban, az Észak-bánsági körzetben, Nagykikinda községben.

## Fekvése
Nagykikinda délkeleti szomszédjában, Torontáltószeg és Magyarcsernye közt fekvő település.

## Története
Torontáloroszi nevét a középkorban Oroszi néven említették az oklevelek.
Neve már szerepelt az 1332-1337 évi pápai tizedjegyzékekben is, ekkor már plébániája is volt.
A török hódoltság alatt is lakott maradt, az 1717. évi kincstári összeírásban, Horoschin néven, a becskerekei kerülethez tartozott, tíz lakott házat találtak itt. A Mercy-féle térképen Mally Oroszin néven, a lakatlan helyek között tartották számon. Később a délmagyarországi kincstári puszták bérlőtársasága bérelte.
1767-ben németeket telepítettek ide, majd 1776-ban Szeged vidéki magyarok is letelepedtek itt. A kincstári birtokok elárverezésekor Stefanovics Bazil vette meg, tőle Vidákovics császári kapitány vásárolta meg.
1838-ban Mácsai Csernovics Pál, utána báró Sina Simon birtoka lett, akitől gróf Zichy Ágost gyermekei, Mária, Fedora és Anasztázia örökölték.

## Népesség

### Demográfiai változások
| 1948 | 1953 | 1961 | 1971 | 1981 | 1991 | 2002 | 2011 |
| ---- | ---- | ---- | ---- | ---- | ---- | ---- | ---- |
| 4294 | 4341 | 4143 | 3830 | 3657 | 3510 | 3328 | 2813 |

## Nevezetességek
- Római katolikus temploma - 1802-ben épült, majd 1832-ben megnagyobbították
- Görögkeleti temploma - 1797-ben épült